# Viktor Kingissepp
Viktor Kingissepp (in russo Виктор Эдуардович Кингисепп?, Viktor Ėduardovič Kingisepp; Salme, 24 marzo 1888 – Tallinn, 4 maggio 1922) è stato un politico e rivoluzionario estone.

## Biografia
Attivo nel movimento rivoluzionario dal 1905, operò tra Pietroburgo e Tallinn e fu tra gli organizzatori del bolscevismo in Estonia. Nel 1917 divenne vicepresidente del comitato militare-rivoluzionario estone. Dal marzo 1918 lavorò anche in Russia e venne eletto nel Comitato esecutivo centrale panrusso. A novembre dello stesso anno assunse la guida del Partito Comunista dell'Estonia. Il 3 maggio venne arrestato dalla polizia politica estone e fu ucciso dopo processo sommario la notte stessa a Tallinn.
In suo onore le autorità sovietiche rinominarono la località russa di Jamburg, che ancora oggi si chiama Kingisepp, mentre la città di Kuressaare a Saaremaa (l'isola natale di Kingisepp) ebbe la denominazione di Kingissepa dal 1952 al 1988.